# Terry Sue-Patt
Terry Sue-Patt (* 29. September 1964 in Islington, London; † April oder Mai 2015 in Walthamstow, London) war ein britischer Schauspieler.

## Leben
Terry Sue-Patt begann in der Schule Theater zu spielen. Seine erste Filmrolle hatte Sue-Patt in dem Film Lonely Water, einem staatlich finanzierten Kurzfilm über die Gefahren des Schwimmens in Flüssen und Seen. Der Film wurde 2006 auf den vierten Platz einer Rangfolge der eindrucksvollsten staatlichen Gefahrenwarnungsfilme gewählt. 1977 trat er in dem Film Blind Man’s Bluff auf. Als Schauspieler blieb Terry Sue-Patt aber den meisten Zuschauern in der BBC-Serie Grange Hill im Gedächtnis, in deren erster Folge er 1978 als erster Schauspieler überhaupt auftrat. Er spielte in der Serie von 1978 bis 1982 in fast 30 Folgen.
Nach seinem Ausscheiden aus Grange Hill war er in den 1980er und 1990er Jahren in verschiedenen Fernsehfilmen, aber auch Serien als Schauspieler zu sehen. Bemerkenswert ist seine Rolle als Krankenpfleger in der BBC-Serie Cardiac Arrest in den Jahren 1994 bis 1996, da er in dieser Rolle als Homosexueller auftrat, was im Fernsehen damals eine aufsehenerregende Erscheinung war.
Bei einem Verkehrsunfall, bei dem 1989 sein Bruder starb, war er ebenfalls im Wagen. Er beschuldigte sich danach immer für den Tod seines Bruders verantwortlich zu sein und litt unter Depressionen. Er trat seltener als Schauspieler auf, machte sich aber auch mit Schablonenkunst einen Namen. Seine Bilder wurden in der E17 Art House Gallery ausgestellt.
Terry Sue-Patt war ein talentierter Fußballspieler. Als Jugendlicher wurde er zum Probetraining beim FC Queen’s Park und FC Chelsea eingeladen. Er war ein Tottenham-Hotspur-Fan und lehnte deshalb ein Angebot vom FC Arsenal  zum Probetraining ab.
Terry Sue-Patt wurde am 22. Mai 2015 von der Polizei tot in seiner Wohnung aufgefunden. Ein genauer Todeszeitpunkt konnte nicht ermittelt werden; es wird davon ausgegangen, dass Sue-Patt bis zu einem Monat vor dem Auffinden bereits tot war.

## Filmografie (Auswahl)
- 1973: Lonely Water
- 1977: Blind Man’s Bluff
- 1977: Werbefilm für Bob Marley, Punky Reggae Party[2]
- 1978–1982: Grange Hill
- 1979: Werbefilm für Pink Floyd, Another Brick in the Wall[2]
- 1985–1986: Big Deal
- 1986: Brick is Beautiful
- 1988: The Firm
- 1994–1996: Cardiac Arrest
- 2015: Amar Akbar & Tony